# Blinx 2: Masters of Time and Space
Blinx 2: Masters of Time and Space (littéralement Blinx 2 : Maîtres du temps et de l'espace) est un jeu vidéo de plates-formes et d'action développé par Artoon, sorti en 2004 sur Xbox. Il s'agit de la suite de Blinx: The Time Sweeper.

## Accueil
- Jeuxvideo.com : 13/20[3]